# Campionati italiani assoluti di scherma del 1987
I Campionati italiani assoluti di scherma del 1987 sono stati organizzati dalla Federazione Italiana Scherma e si sono svolti a Genova in Liguria.
Nel fioretto, si sono aggiudicati i titoli dei campionati italiani Mauro Numa, alla sua sesta affermazione, e Margherita Zalaffi che fa suo il terzo titolo dopo quelli del 1983 e 1985.
Nella spada Sandro Cuomo ha vinto tra gli uomini il suo secondo titolo, mentre nella prova sperimentale della competizione femminile c'è stato il successo della Foschi
Nella sciabola Ferdinando Meglio ha vinto il suo secondo titolo nazionale maschile, dopo quello del 1981.
Nei campionati italiani a squadre maschili, il Gruppo Sportivo Fiamme Oro ha vinto in tutte e tre le specialità.
Il campionato italiano di fioretto a squadre femminili è andato al Club Scherma Jesi.

## Podi

### Uomini
| Specialità  | Oro                            | Argento                | Bronzo                  |
| Individuali |                                |                        |                         |
| Fioretto    | Mauro Numa                     | -                      | -                       |
| Spada       | Sandro Cuomo                   | -                      | -                       |
| Sciabola    | Ferdinando Meglio              | Gianfranco Dalla Barba | Massimo Cavaliere Landi |
| A squadre   |                                |                        |                         |
| Fioretto    | Fiamme Oro -                   | -                      | -                       |
| Spada       | Fiamme Oro Maurizio Randazzo - | -                      | -                       |
| Sciabola    | Fiamme Oro Massimo Cavaliere - | -                      | -                       |

### Donne
| Specialità  | Oro                 | Argento | Bronzo |
| Individuali |                     |         |        |
| Fioretto    | Margherita Zalaffi  | -       | -      |
| Spada       | Foschi              | -       | -      |
| A squadre   |                     |         |        |
| Fioretto    | Club Scherma Jesi - | -       | -      |